# Valentin Roberge
Valentin Roberge (Montreuil, 9 de Junho de 1987) é um futebolista profissional francês de origem argelina. Em Julho de 2010 assinou contrato com o Club Sport Marítimo por três épocas. Em Julho de 2013 assinou um contrato válido por três épocas com o Sunderland.